# Coccorchestes blendae
Coccorchestes blendae är en spindelart som beskrevs av Tord Tamerlan Teodor Thorell 1881. Coccorchestes blendae ingår i släktet Coccorchestes och familjen hoppspindlar. Inga underarter finns listade i Catalogue of Life.